# Zwei Reiter am Strand

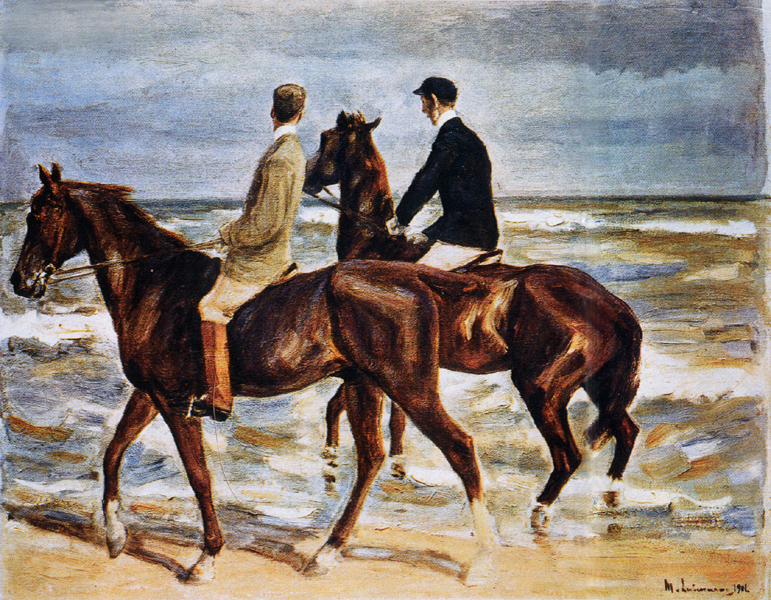
Zwei Reiter am Strand aus dem Schwabinger Kunstfund (Sammlung David Friedmann, Breslau)

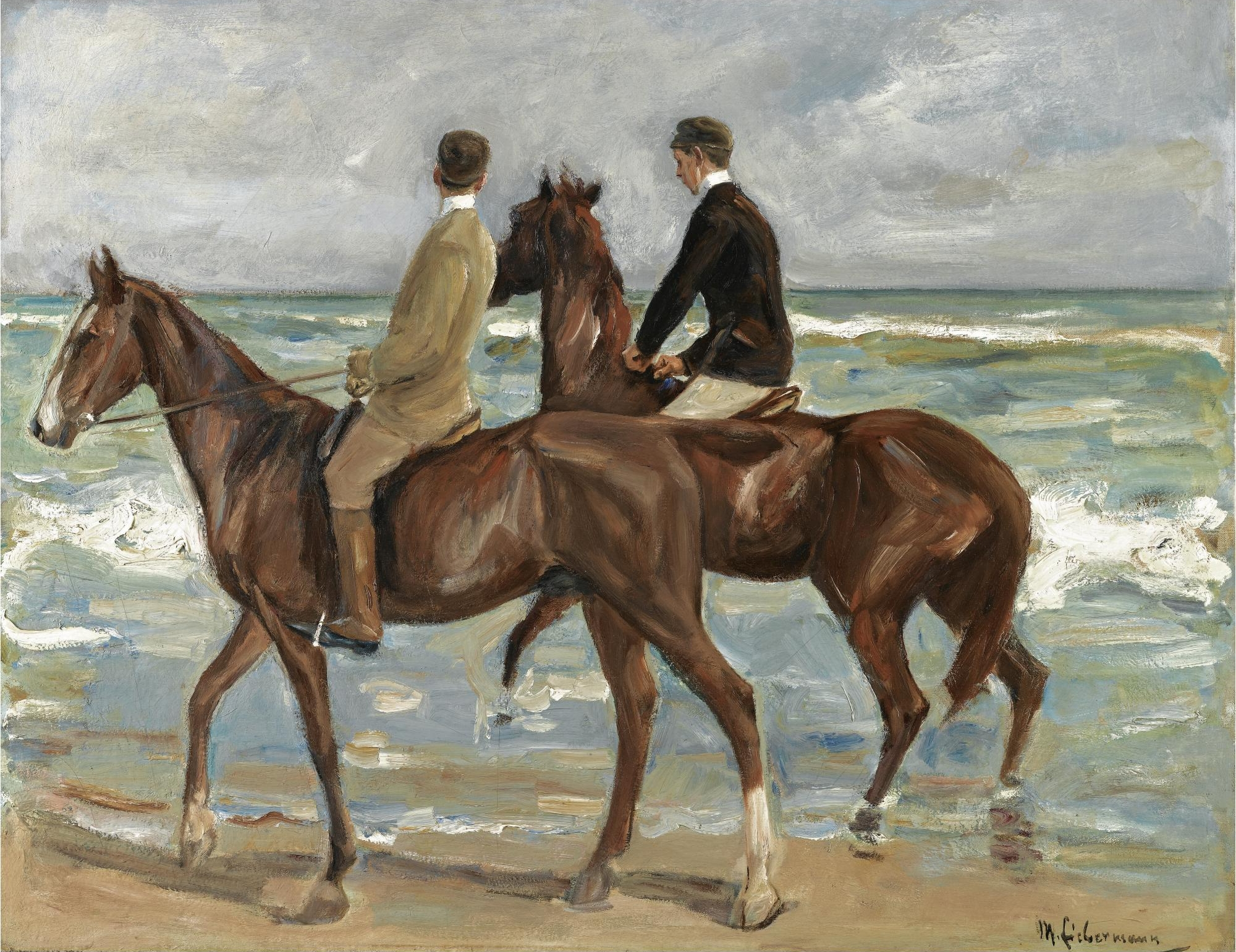
Zwei Reiter am Strand (2009 bei Sotheby’s in Privatbesitz verkauft)

Liste der 1945 beschlagnahmten und 1950 zurückgegebenen Werke Hildebrand Gurlitts.

Zwei Reiter am Strand ist der Titel von zwei ähnlichen Gemälden Max Liebermanns aus dem Jahr 1901.

## Provenienzen
Beide Bilder fertigte Liebermann im Jahr 1901, eines davon wurde während der Berliner Secession 1901 den Besuchern gezeigt.
Eins dieser Reitergemälde wurde als Teil des Schwabinger Kunstfunds 2012 von bayrischen Behörden beschlagnahmt. Es war bis 1942 im Besitz des Unternehmers und Kunstsammlers jüdischer Herkunft David Friedmann (1857–1942) aus Breslau. Das Werk war mit Teilen der Sammlung Hildebrand Gurlitts 1945 von den Alliierten beschlagnahmt und im Wiesbaden Central Collecting Point verwahrt worden. Das auf der Liste des Collecting Point an zweiter Stelle mit der Inventarnummer 1930 aufgeführte Werk wurde 1950 an Gurlitt zurückgegeben.
Das Bild wurde von der Familie Gurlitt für eine Liebermann-Retrospektive 1954 in der Kunsthalle Bremen und 1960 für Ausstellungen in Berlin, Recklinghausen und Wien ausgeliehen, so dass es als Bestandteil der Sammlung Gurlitt der interessierten Öffentlichkeit bekannt war. Das Bild wurde seit 2008 von zwei Berliner Rechtsanwälten im Auftrag zweier Großneffen von Friedmann gesucht.
Im August 2014 wurde das Bild nach Recherchen der Taskforce Schwabinger Kunstfund als „mit höchster Wahrscheinlichkeit“ der NS-Raubkunst zugehörig eingestuft. Mitte Mai 2015 erfolgte die Restitution an David Toren, einen Großneffen Friedmanns. Das Gemälde wurde am 24. Juni 2015 bei Sotheby’s in London versteigert. Der Schätzpreis wurde mit $850.000 angegeben. Ein unbekannter Bieter ersteigerte es telefonisch für 1,9 Millionen Pfund (über 2,6 Millionen Euro).
Ein weiteres, sehr ähnliches Gemälde mit demselben Namen wurde 2009 bei Sotheby’s für 289.250 Pfund Sterling (336.456 Euro) versteigert und befindet sich in Privatbesitz. Nach Angabe im Sotheby’s-Katalog soll dieses Bild in die Ergänzung des Liebermannschen Werkverzeichnisses künftig als Nr. 1901/14a aufgenommen werden.

## Beschreibung
Die Gemälde zeigen zwei Reiter in Sportkleidung. Während der eine Reiter in grauer Jacke gekleidet ist, trägt der andere Reiter eine schwarze Jacke. Sie reiten auf dem Sandstrand an der Meeresbrandung entlang. Im Vordergrund befindet sich das braune Pferd, auf dem sich der Reiter nach rechts wendet. Der Fuchs daneben schreitet im Wasser.
Die beiden Gemälde sind sich sehr ähnlich und unterscheiden sich lediglich in Nuancen. So sind bei dem Gemälde aus der Sammlung Gurlitt beide Vorderbeine des im Wasser schreitenden zweiten Pferdes zu sehen. Auch in der Haltung und Zeichnung der Pferde sowie in der Kleidung der Reiter unterscheiden sich die beiden Gemälde leicht. In der Ausführung ist das 2009 bei Sotheby’s verkaufte Gemälde etwas grober und expressiver: Wellengang und Himmel erscheinen wilder und die Muskelgruppen der Pferde sind weniger deutlich ausgearbeitet.